# Ordinamenti di giustizia
Gli Ordinamenti di Giustizia del Secondo Popolo furono una serie di provvedimenti promulgati a Firenze da Giano della Bella, Gonfaloniere di Giustizia, tra il 1293 e il 1295.
Queste leggi erano mirate a indebolire pesantemente le famiglie aristocratiche fiorentine in favore del nascente ceto mercantile, dalla ricchezza ormai solida e in cerca di un maggior peso politico.
Premettendo che i nobili di allora (cavalieri e feudatari con titoli di origine medievale) erano soggetti bellicosi e non portati di natura al governo delle cose pubbliche, li escluse da qualsiasi pubblico ufficio, ponendo come condizione necessaria all'eleggibilità l'iscrizione ad una delle Arti di Firenze.
Inoltre, tra i vari provvedimenti, si stabilì che quando un nobile commetteva un crimine, la sua pena poteva essere raddoppiata. Negli anni queste norme vennero mitigate nella pratica, ma comunque rimasero sulla carta. Il loro rispetto era garantito dal sistema delle corporazioni delle Arti, che controllavano la politica cittadina.